# Pomacantídeos
Pomacantídeos (Pomacanthidae) é uma família de peixes da subordem Percoidei, superfamília Percoidea.
O termo Peixe anjo é a designação comum aos peixes teleósteos, perciformes, da família dos pomacantídeos, que possuem corpo ovalado, forte espinho no pré-opérculo, boca pequena e protráctil com dentes em forma de cerdas e focinho levemente saliente.
O peixe-anjo-preto, originário do oceano Pacífico, faz parte da subfamília Pomacanthidae, cujos representantes são consideerados, principalmente por suas cores, como os mais belos peixes marinhos do mundo. São, por isso, muito procurados pelos possuidores de aquários, embora esses peixes não se reproduzam em cativeiro.
o peixe-anjo-preto tem dimensões variáveis, podendo chegar a 40 cm de comprimento, com o corpo bastnate alto e muito comprido lateralmente. A boca é pequena e situada na extremidade do focinho que, em alguns gêneros é bem alongado; as mandíbulas são cobertas por um grande número de dentes pequenos. A nadadeira dorsal é longa, composta por um número variável de 9 a 15 raios espinhosos fortes; a nadadeira anal, também longa, tem 3 ou 4 raios espinhosos.

## Géneros
Existem 87 especies agrupadas em 9 géneros:
- Apolemichthys (Burton, 1934 )
- Arusetta (Fraser-Brunner, 1933)
- Centropyge (Kaup, 1860)
- Chaetodontoplus (Bleeker, 1876)
- Genicanthus (Swainson, 1839)
- Holacanthus (Lacepède, 1802)
- Paracentropyge (Burgess, 1991)
- Pomacanthus (Lacepède, 1802)
- Pygoplites (Fraser-Brunner, 1933)

### Comentários
Atraentes peixes ornamentais. Os mais desejados pelos criadores são amarelos bem escuros, sem as pequena mancha vermelha nos lado. São capturados freqüentemente em lagunas formadas por áreas rasas de recife. O Centropyge em cativeiro come os flocos de ração mas come melhor alimentos naturais que consiga morder (mordida-tamanho pequeno), pequenos camarões(tais como o shrimp do mysis). Estes peixes apreciam ter o acesso aos lugares e a bons esconderijos. Como os tanques de corais vivos ou decorativos ou as rochas grades.

## Imagens

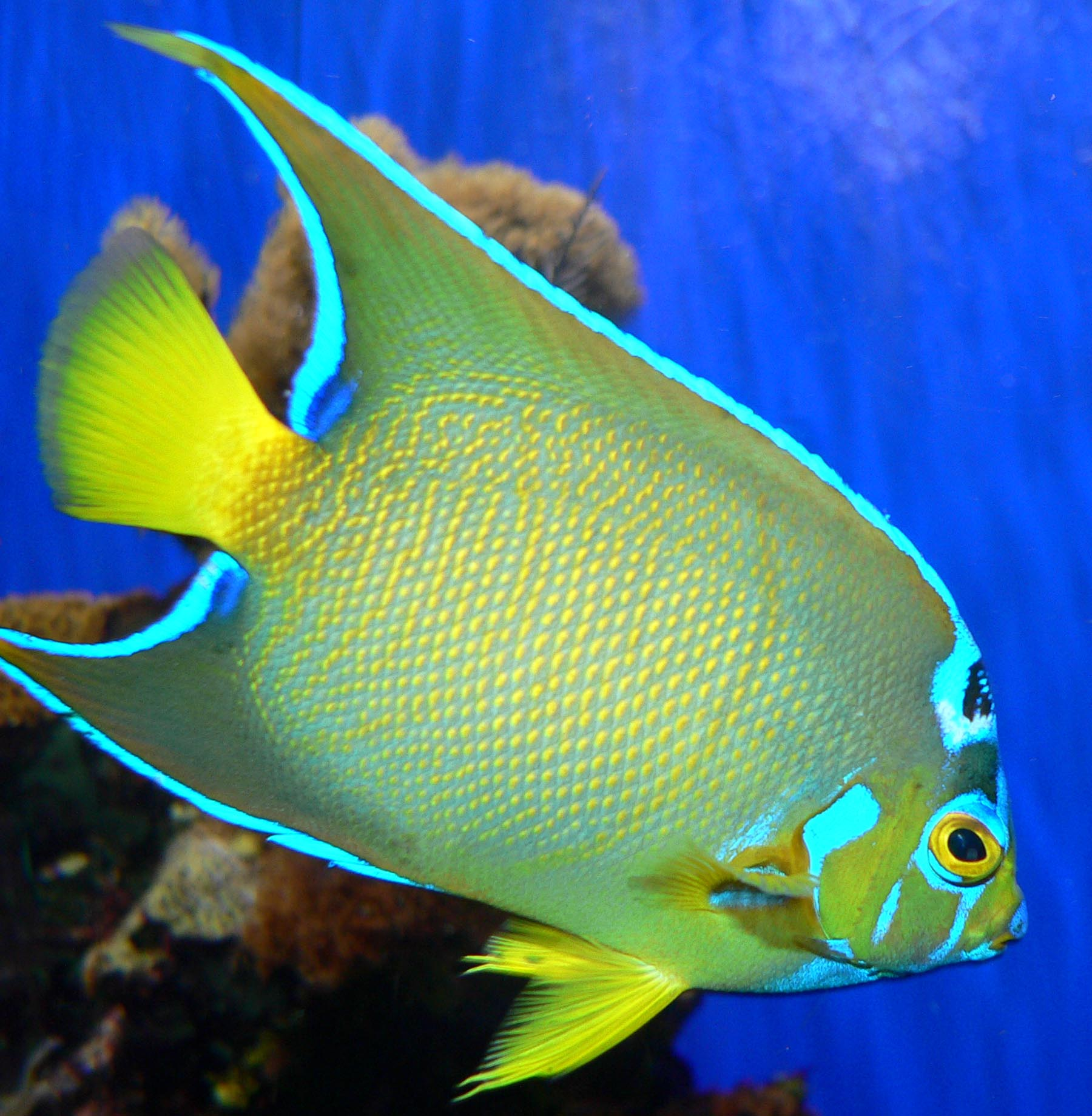
Holacanthus ciliaris
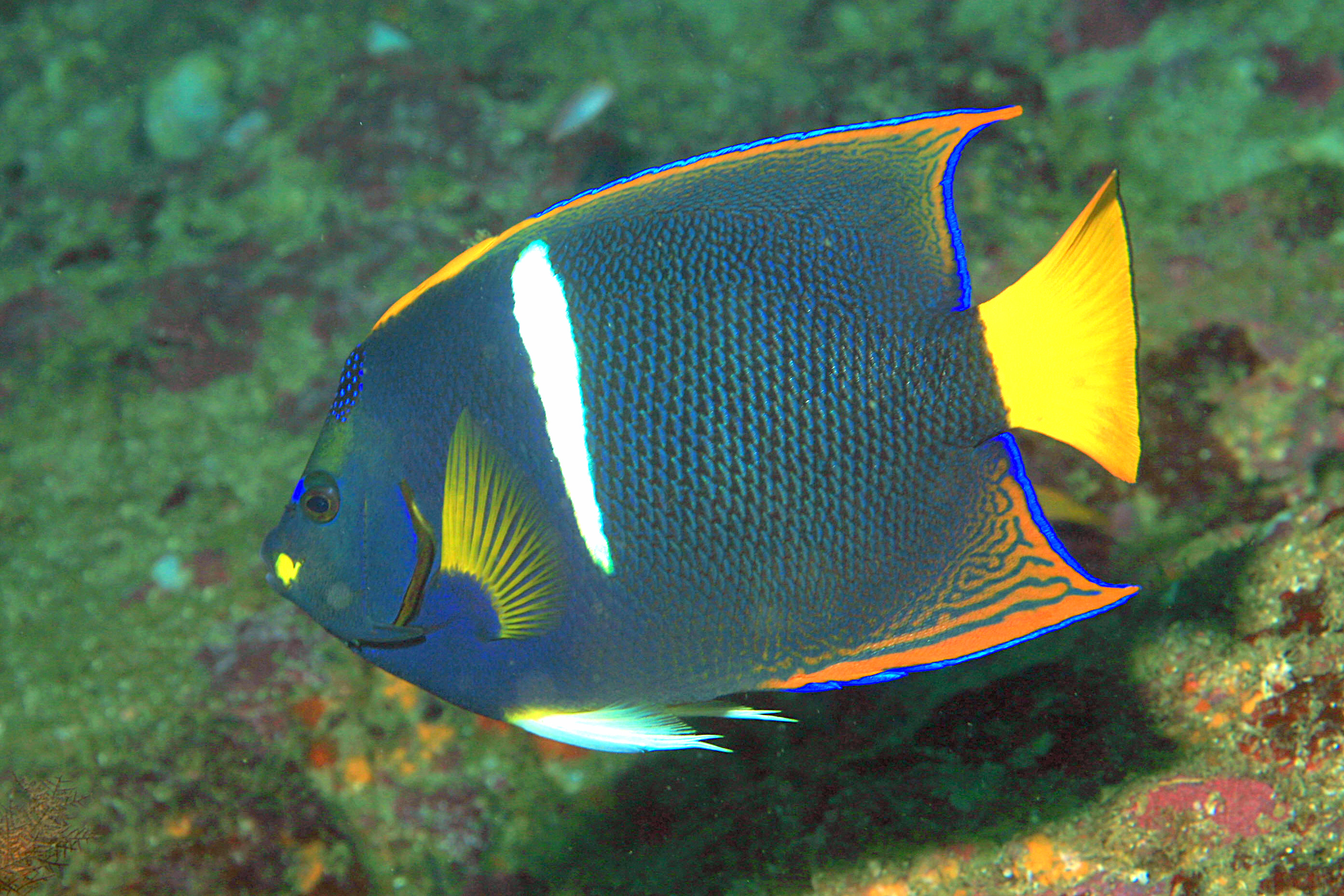
Holacanthus passer
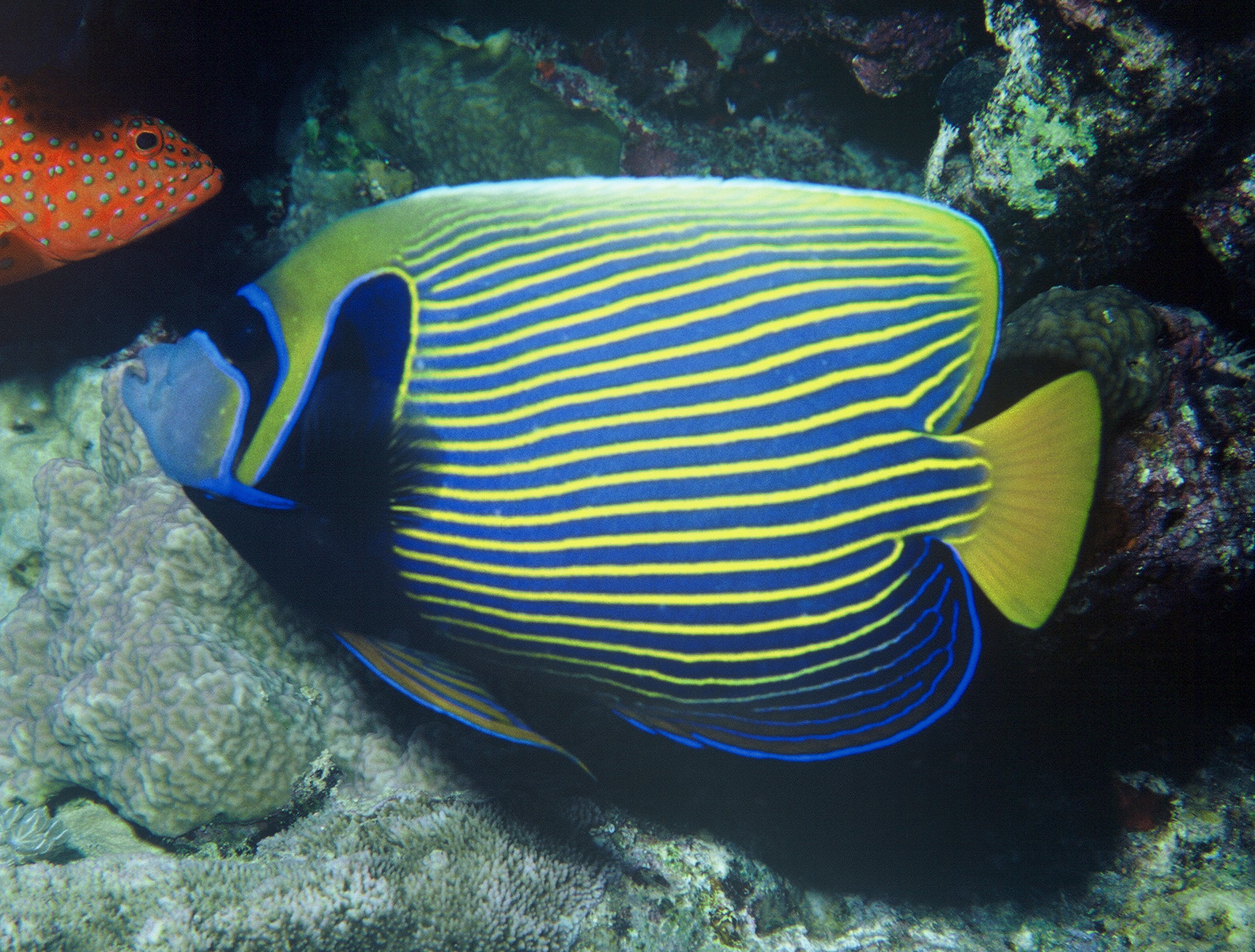
Pomocanthus imperator
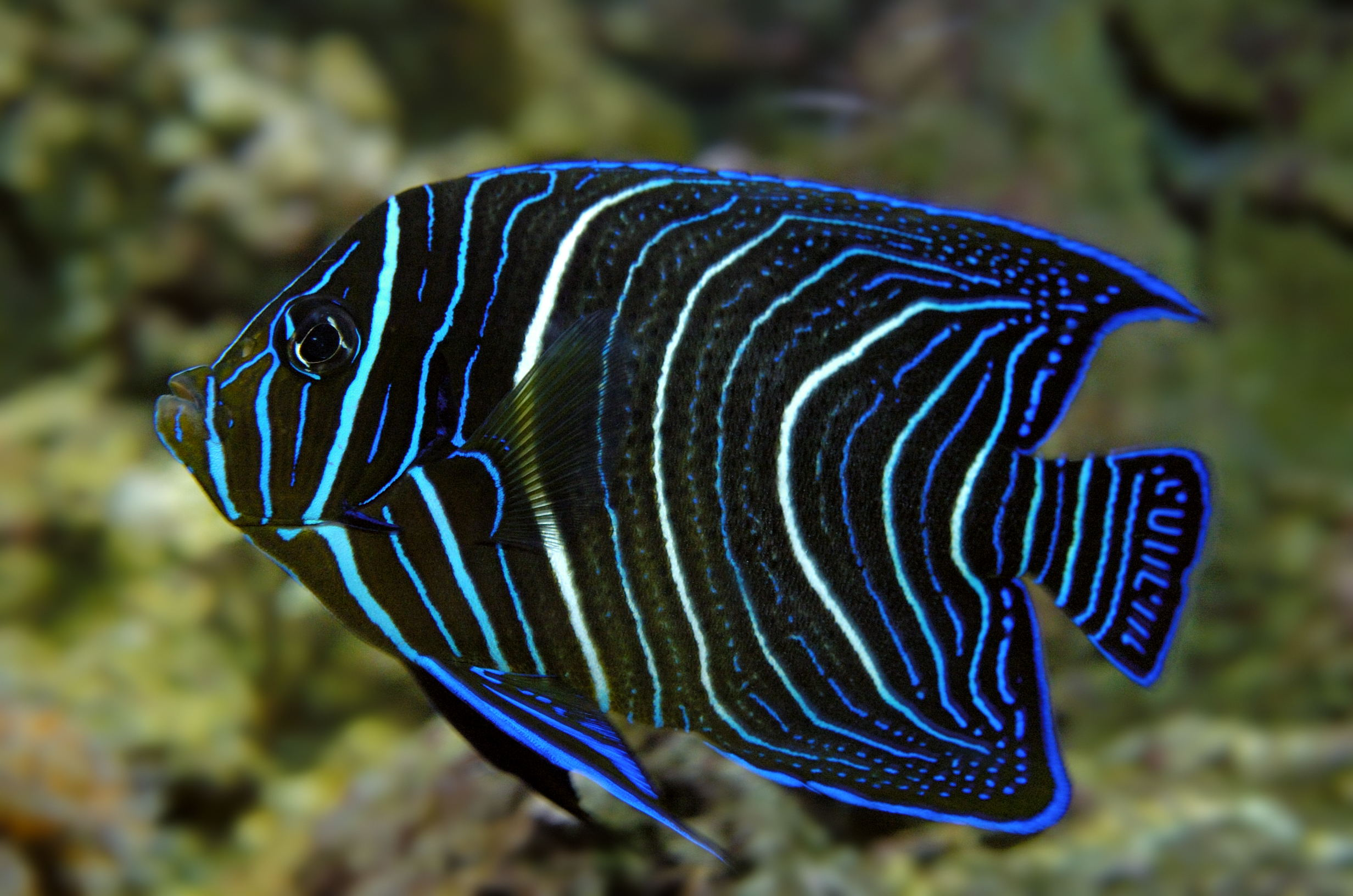
Pomacanthus rhombiodes
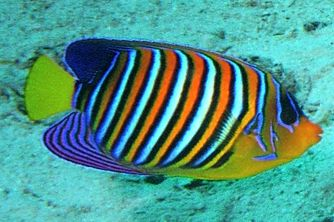
Pygoplites diacanthus
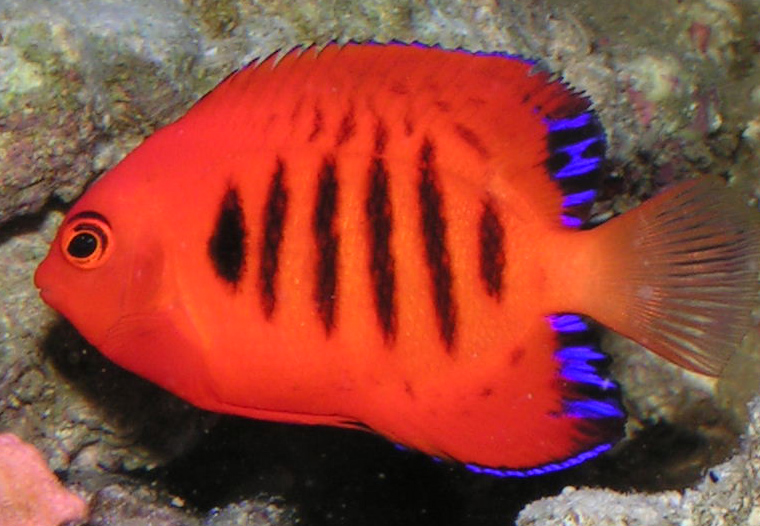
Centropyge loricula
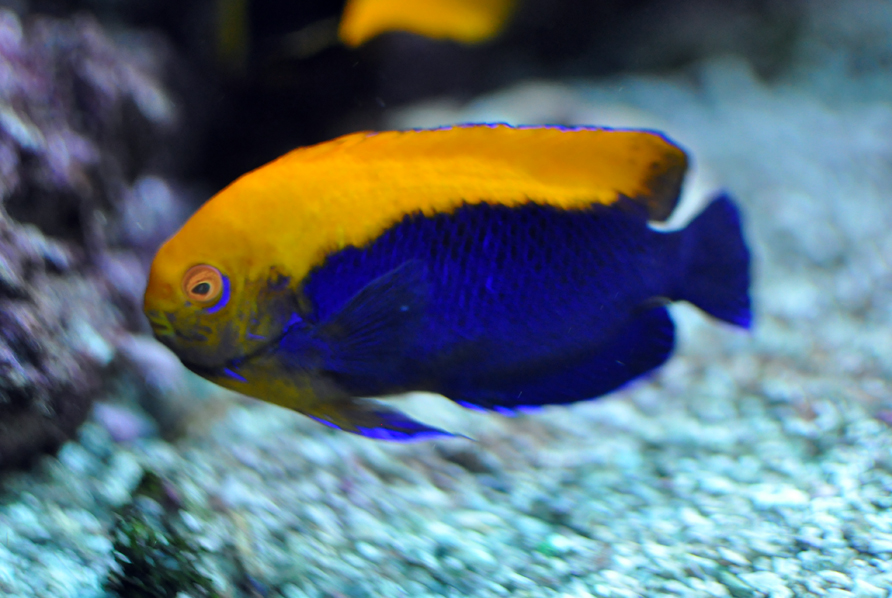
Centropyge aurantonotus